# منتدى أغسطس

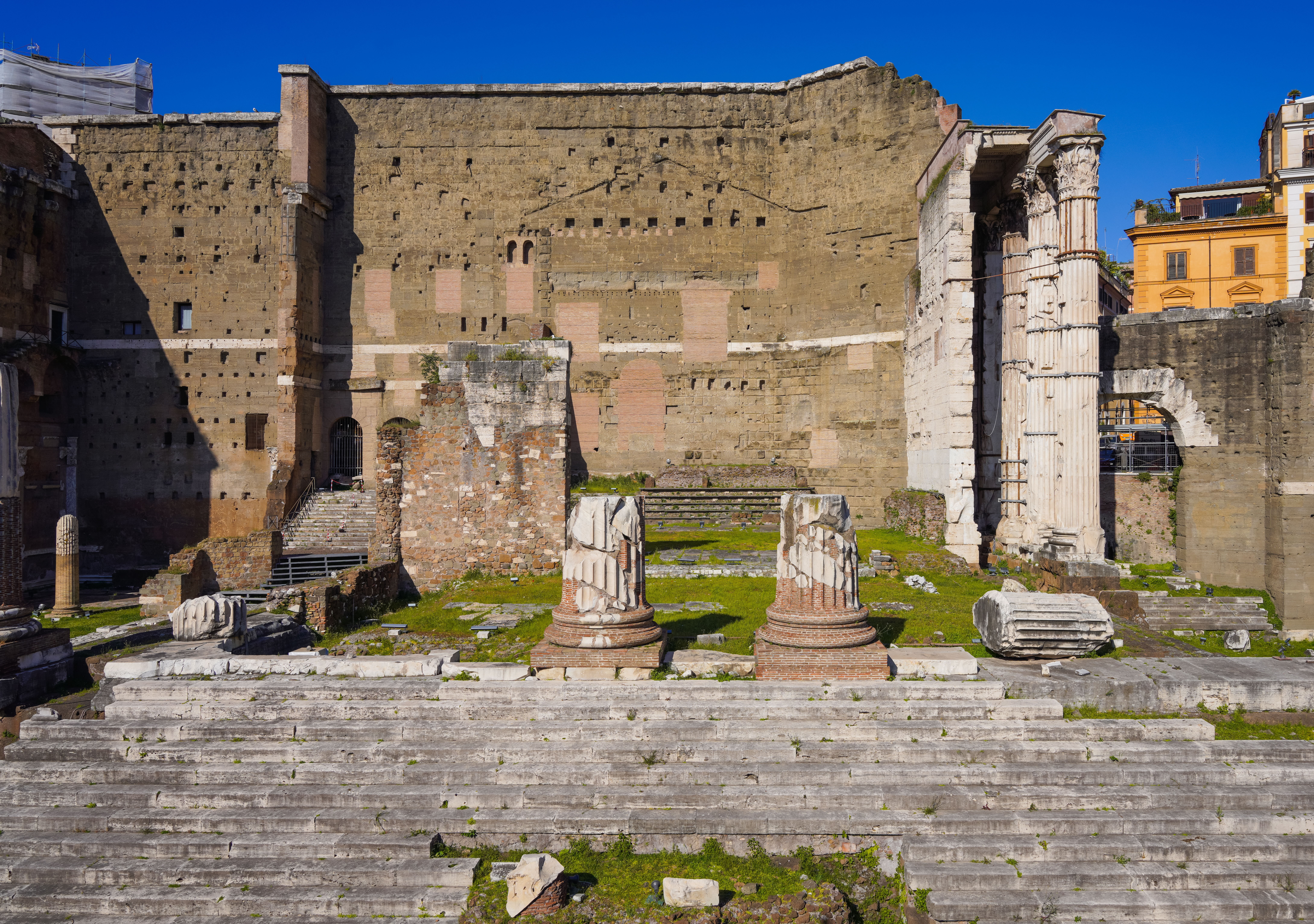
بقايا منتدى أغسطس مع معبد الإله مارس.

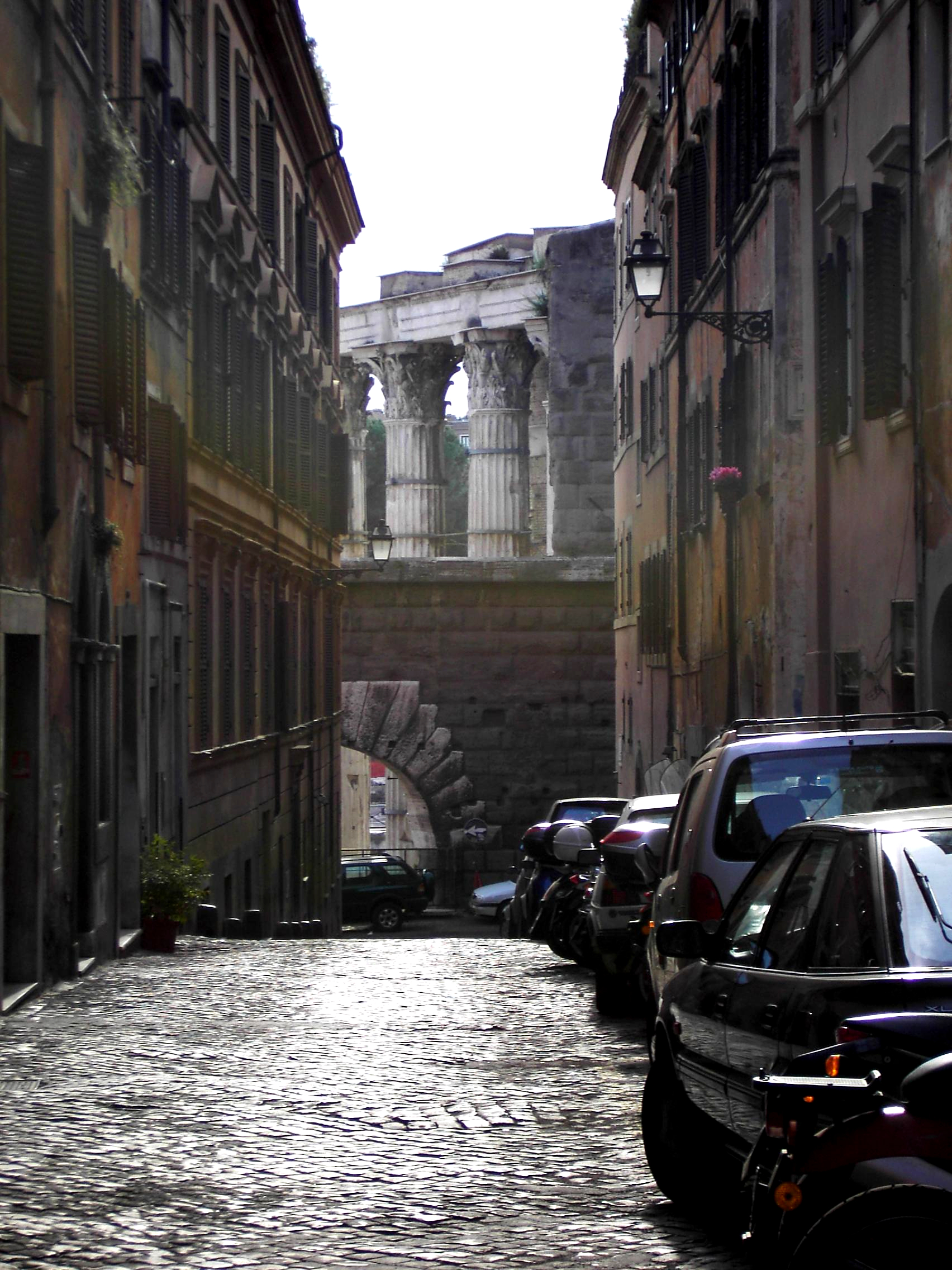
جدار مقاوم للحريق مع أركو دي بانتاني وأعمدة المعبد.

منتدى أغسطس (بالإيطالية: Foro di Augusto)‏ هي واحدة من المنتديات الإمبراطورية في روما، إيطاليا، التي بناها Augustus . ويشمل معبد الأله مارس. تم افتتاح المنتدى غير المكتمل ومعبده في عام 2 ق.م.